# Crupiê

Crupiê durante o jogo Texas hold 'em

Croupier (em português do Brasil: Pessoa que dirige uma mesa de jogo num cassino) É o profissional de cassino responsável por "pagar" todos os jogos do salão. Os mais conhecidos são: Poker, Blackjack, Bacará, Poker Caribenho e Roleta. Para eventos em que estejam ocorrendo apenas torneios de poker, esse profissional é mais conhecido por "DEALER".